# Campionati austriaci di sci alpino 1998
I Campionati austriaci di sci alpino 1998 si svolsero a Damüls e a Mellau tra il 19 e il 23 marzo. Il programma includeva gare di discesa libera, supergigante, slalom gigante, slalom speciale e combinata, sia maschili sia femminili, ma i due slalom giganti, lo slalom speciale maschile e la combinata maschile sono stati annullati.
Trattandosi di competizioni valide anche ai fini del punteggio FIS, vi parteciparono anche sciatori di altre federazioni, senza che questo consentisse loro di concorrere al titolo nazionale austriaco.

## Risultati

### Uomini

#### Discesa libera
| Pos. | Atleta             | Nazione | Tempo   |
| ---- | ------------------ | ------- | ------- |
| 1    | Josef Strobl       | Austria | 1:27,38 |
| 2    | Norbert Holzknecht | Austria | 1:28,12 |
| 3    | Christian Greber   | Austria | 1:28,27 |
| 4    | Hannes Trinkl      | Austria | 1:28,30 |
| 5    | Edi Dreschl        | Austria | 1:28,60 |
| 6    | Michael Walchhofer | Austria | 1:28,66 |
| 7    | Werner Franz       | Austria | 1:28,68 |
| 8    | Claudio Dietrich   | Austria | 1:28,88 |
| 9    | Peter Rzehak       | Austria | 1:28,89 |
| 10   | Patrick Ortlieb    | Austria | 1:28,99 |

Data: 20 marzo

Località: Damüls

#### Supergigante
| Pos. | Atleta             | Nazione | Tempo   |
| ---- | ------------------ | ------- | ------- |
| 1    | Andreas Schifferer | Austria | 1:17,64 |
| 2    | Josef Strobl       | Austria | 1:18,50 |
| 3    | Werner Franz       | Austria | 1:18,85 |
| 4    | Fritz Strobl       | Austria | 1:18,91 |
| 5    | Norbert Holzknecht | Austria | 1:18,94 |
| 6    | Christian Greber   | Austria | 1:19,21 |
| 7    | Rainer Salzgeber   | Austria | 1:19,47 |
| 8    | Benjamin Raich     | Austria | 1:19,51 |
| 9    | Christian Pichler  | Austria | 1:19,85 |
| 10   | Edi Dreschl        | Austria | 1:19,86 |

Data: 22 marzo

Località: Damüls

#### Slalom gigante
La gara è stata annullata.

#### Slalom speciale
La gara è stata annullata.

#### Combinata
La gara è stata annullata.

### Donne

#### Discesa libera
| Pos. | Atleta                | Nazione | Tempo   |
| ---- | --------------------- | ------- | ------- |
| 1    | Renate Götschl        | Austria | 1:12,50 |
| 2    | Marianna Salchinger   | Austria | 1:13,56 |
| 3    | Karin Blaser          | Austria | 1:13,69 |
| 4    | Martina Lechner       | Austria | 1:13,73 |
| 5    | Stefanie Schuster     | Austria | 1:13,74 |
| 6    | Alexandra Meissnitzer | Austria | 1:13,76 |
| 7    | Katja Wirth           | Austria | 1:13,96 |
| 8    | Doris Götzenbrucker   | Austria | 1:13,98 |
| 9    | Brigitte Obermoser    | Austria | 1:14,17 |
| 10   | Veronika Thanner      | Austria | 1:14,29 |

Data: 19 marzo

Località: Damüls

#### Supergigante
| Pos. | Atleta                   | Nazione  | Tempo   |
| ---- | ------------------------ | -------- | ------- |
| 1    | Alexandra Meissnitzer    | Austria  | 1:19,60 |
| 2    | Renate Götschl           | Austria  | 1:19,98 |
| 3    | Brigitte Obermoser       | Austria  | 1:20,63 |
| 4    | Stefanie Schuster        | Austria  | 1:20,91 |
| 5    | Christiane Mitterwallner | Austria  | 1:21,26 |
| 6    | Michaela Dorfmeister     | Austria  | 1:21,37 |
| 7    | Marianna Salchinger      | Austria  | 1:21,74 |
| 8    | Kerstin Reisenhofer      | Austria  | 1:21,78 |
| 9    | Diana Lemberger          | Germania | 1:22,10 |
| 10   | Michaela Kofler          | Austria  | 1:22,36 |

Data: 22 marzo

Località: Damüls

#### Slalom gigante
La gara è stata annullata.

#### Slalom speciale
| Pos. | Atleta                | Nazione     | Tempo   |
| ---- | --------------------- | ----------- | ------- |
| 1    | Monika Bergmann       | Germania    | 1:42,79 |
| 2    | Karin Köllerer        | Austria     | 1:43,78 |
| 3    | Ingrid Salvenmoser    | Austria     | 1:44,18 |
| 4    | Kathrin Nikolussi     | Australia   | 1:44,62 |
| 5    | Simone Behringer      | Germania    | 1:44,71 |
| 6    | Stefanie Schuster     | Austria     | 1:44,89 |
| 7    | Stefanie Luckmaier    | Germania    | 1:44,97 |
| 8    | Emma Carrick-Anderson | Regno Unito | 1:45,88 |
| 9    | Carina Raich          | Austria     | 1:46,39 |
| 10   | Eva Walkner           | Austria     | 1:46,79 |

Data: 23 marzo

Località: Mellau

#### Combinata
| Pos. | Atleta                    | Nazione |
| ---- | ------------------------- | ------- |
| 1    | Stefanie Schuster         | Austria |
| 2    | Katja Wirth               | Austria |
| 3    | Carolina Waidhofer-Dummer | Austria |

Data: 19-23 marzo

Località: Damüls, Mellau

Classifica stilata attraverso i piazzamenti ottenuti
in discesa libera e slalom speciale